# Wild Thing (chanson)
Pour les articles homonymes, voir Wild Thing.
Singles de The Troggs
Lost Girl
(février 1966) With a Girl Like You
(juillet 1966)
Wild Thing est une chanson écrite par Chip Taylor et enregistrée pour la première fois en 1965 par le groupe new-yorkais The Wild Ones (en). Elle devient un succès international l'année suivante, lorsque sa reprise par le groupe britannique The Troggs se classe no 2 des ventes au Royaume-Uni et no 1 aux États-Unis.

## Reprises
The Jimi Hendrix Experience reprend fréquemment Wild Thing sur scène. La version la plus célèbre est celle du Festival international de musique pop de Monterey, à la fin de laquelle Jimi Hendrix met le feu à sa guitare sur scène, une image devenue légendaire. Elle figure dans le documentaire Monterey Pop (1967) et sur l'album Historic Performances Recorded at the Monterey International Pop Festival (1970). D'autres versions live de la chanson par Hendrix apparaissent sur des albums parus après sa mort.
De nombreux artistes ont repris Wild Thing, parmi lesquels :
- The Kingsmen sur l'album Up And Away (1966)
- The Runaways sur l'album Live in Japan (1977)
- The Meteors sur l'album Wreckin' Crew (1983)
- Amanda Lear sur l'album Secret Passion (1986)
- Kat Onoma sur l'album Cupid (1988)
- X sur l'album Devil Doll (1988)
- Cheap Trick sur la bande originale du film California Man (1992)
- Divinyls sur la bande originale du film Reckless Kelly (1993)
- Hank Williams, Jr. sur l'album Hog Wild (1995)